# Міста Вануату
Міста Вануату.

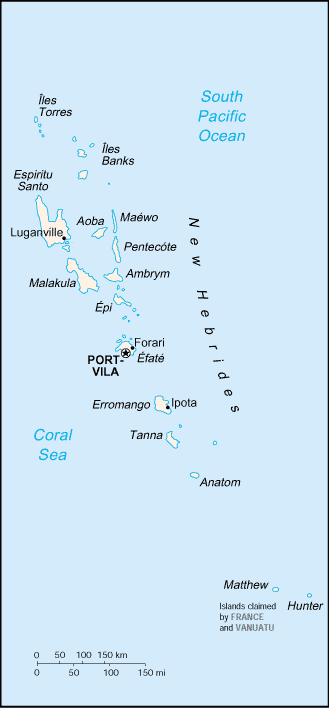
Мапа Вануату

У Вануату налічується 10 міст із населенням понад 1 тисячі мешканців. 1 місто має населення понад 50 тисяч, 1 місто - понад 10 тисяч, 8 - від 1 до 10 тисяч.
Нижче перелічено 10 найбільших міст із населенням понад 1 тисячу мешканців.
| Назва     | Населення (2013) |
| --------- | ---------------- |
| Порт-Віла | 53 312           |
| Луганвіль | 14 736           |
| Порт-Олрі | 3 117            |
| Меле      | 2 764            |
| Норсуп    | 2 454            |
| Ісангел   | 1 752            |
| Палікуло  | 1 560            |
| Ленакел   | 1 523            |
| Літслітс  | 1 391            |
| Лакаторо  | 1 290            |